# 托普萊茨鄉
44°48′N 22°24′E / 44.800°N 22.400°E
托普萊茨鄉（羅馬尼亞語：Comuna Topleț, Caraș-Severin），是羅馬尼亞的鄉份，位於該國西南部，由卡拉什-塞維林縣負責管轄，面積94平方公里，海拔高度201米，2007年人口2,675，人口密度每平方公里28人。